# クーリングオフ
クーリングオフ（英語: cooling-off period）とは、一定の契約に限り、一定期間、説明不要の無条件で申し込みの撤回または契約を解除できる法制度である。ただし、申込者が商人または契約が開業準備行為であるものに対しては、適用されない。
法律の条文そのものには「クーリングオフ」という表現は無く、上記のような内容を法文で表現している。

## 概説
消費者が自宅などに不意の訪問を受けて勧誘されるなど、自らの意思がはっきりしないままに契約の申し込みをしてしまうことがあるため、消費者が冷静になり再考する機会を与えるために導入された制度。一定の期間内であれば違約金などの請求・説明要求を受けることなく、一方的な意思表示のみで申し込みの撤回や契約の解除ができる。投資信託など元本割れリスクのある金融商品は保険などを除いて対象外の場合が多い。変額年金は対象外とされてきたが、購入後8日間解約手数料なしで解約できる商品が多い。(日数は販売方法等によるが、基本的には文面交付日を含め8日がほとんど、例外で10日、14日、20日などとなっている。)
法的には、一般的な無店舗販売を規定する「特定商取引法」や「割賦販売法」のほか、個別の商品、販売方法、契約等の種類ごとに「特定商品等の預託等取引契約に関する法律」、「宅地建物取引業法」、「ゴルフ場等に係る会員契約の適正化に関する法律」、「金融商品取引法」、「保険業法」等で規定されている。
通信販売や店頭販売では、原則としてクーリングオフ制度はないが、販売者が独自に「商品ご購入後○日以内の返品が可能（返品の送料は注文した消費者が負担）」などと制度を制定している場合がある。
携帯電話やプロバイダーなどの通信事業においては、2016年に電気通信事業法の改正によって、クーリングオフ制度に類似する「初期契約解除制度」が設けられた。これは店頭販売による契約でも、8日以内なら違約金なしに解除できる一方、事業者側からも工事費用などを請求することができる。

## クーリングオフ一覧表
主要なクーリングオフは、以下の通り。注意点は表下部に後述。
| 商品、販売方法、契約等の種類                                                                        | クーリングオフ期間                                                                                                   | 関係法令                                                                  |
| --------------------------------------------------------------------------------------------------- | --- | ------------------------------------------------------------------------- |
| 訪問販売 （キャッチセールス、アポイントメントセールスを含む。権利については政令指定のものに限る。） | 法定書面受領日から8日間（注1） 過量販売の場合は、法定書面受領日から1年間（注1）                                      | 特定商取引法第9条〜第9条の2                                               |
| 電話勧誘販売 （権利については政令指定のものに限る。）                                               | 法定書面受領日から8日間（注1）                                                                                       | 特定商取引法第24条                                                        |
| 連鎖販売取引(マルチ商法)                                                                            | 法定書面受領日から20日間。 （但し、商品再販売の場合は、法定書面受領日か最初の商品受領日の遅い方から20日間）（注1）   | 特定商取引法第40条                                                        |
| 特定継続的役務提供                                                                                  | 法定書面受領日から8日間（注1）                                                                                       | 特定商取引法第48条                                                        |
| 業務提供誘引販売取引                                                                                | 法定書面受領日から20日間（注1）                                                                                      | 特定商取引法第58条                                                        |
| 個別信用購入あっせん （権利については政令指定のものに限る。）                                       | 法定書面受領日から8日間（注1） 特定連鎖販売個人契約及び業務提供誘因販売取引については法定書面受領日から20日間（注1） | 割賦販売法第35条の3の10〜第35条の3の12 （改正法施行日 平成21年12月1日～） |
| 預託取引契約（現物まがい商法） （政令で指定された商品に限る。）                                     | 法定書面受領日から14日間                                                                                             | 特定商品等の預託等取引契約に関する法律第8条                               |
| 宅地建物取引 （宅建業者が売主で事業所外の取引に限る。）                                             | 法定書面受領日から8日間                                                                                              | 宅地建物取引業法第37条の2                                                 |
| ゴルフ会員権契約                                                                                    | 法定契約書面受領日から8日間                                                                                          | ゴルフ場等に係る会員契約の適正化に関する法律第12条                        |
| 投資顧問契約                                                                                        | 法定契約書面受領日から10日間 （但し、クーリングオフしても、それまでの報酬の支払義務は残る。）                        | 金融商品取引法第37条の6                                                   |
| 保険契約 （保険会社外での契約に限る。）                                                             | 法定書面受領日から8日間 （但し、クーリングオフしても、それまでの保険料の支払義務は残る場合あり。）                   | 保険業法第309条                                                           |
| 商品ファンド契約 （インターネット経由での契約に限る。）                                             | 申込日から8日間 | 金融商品取引業等に関する内閣府令第70の2第2項第6号                         |

（注1）：クーリングオフの行使について妨害（不実告知による誤認、又は威迫）があった場合は、妨害がなくなり「クーリング・オフ妨害解消のための書面」を受領するまでは、クーリングオフ期間は進行しない。
（注2）：書面記載内容によって、クーリングオフ期間の起算が開始されていない場合もある。
本表は、クーリングオフについての概略的な表であり、細部の例外規定などは略している。最新情報の詳しくは、更新される関係省庁の関連法令を確認されたい。

### クーリングオフの対象外
- 使用した消耗品（訪問販売、電話勧誘販売、特定継続的役務提供のみ）（特定商取引法第26条第5項第1号、同施行令第6条の4）
- 自動車（訪問販売、電話勧誘販売のみ）（特定商取引法第26第4項第1号、同施行令第6条の2）
- 3000円未満の現金取引（訪問販売、電話勧誘販売のみ）（特定商取引法第26条第5項第3号、同施行令第7条）

## 事業者間契約における問題
日本の法律では、クーリングオフ制度は主として消費者保護を目的としたものである。契約者が事業者の場合、特定商取引法のうち訪問販売、通信販売及び電話勧誘販売に関する規定は適用除外となり、クーリング・オフをすることができない。
とくに近年、事業者のうち個人事業者を対象にした訪問販売による高額家庭商品の販売によるトラブルが多発しており、問題となっている。なお、個人事業者であっても、その事業と関係のない契約については消費者の立場になるので、クーリングオフ制度の適用がある。